# Rudolf II. von Admont
Rudolf OSB (* vor 1150; † 23. Oktober 1199 in Admont) war ein salzburgischer römisch-katholischer Geistlicher und von 1189 bis 1199 Abt der Benediktinerabtei St. Blasius zu Admont.
Rudolf, ein Konventuale des Stifts, war bereits bei der Abtswahl im Jahre 1178 seitens des Kapitels vorgeschlagen, aber „vielleicht unter einem formalen Vorwand“ nicht von Erzbischof Konrad III. nicht bestätigt worden. Nach dem Tode Isenriks wurde er ein zweites Mal gewählt und regierte die Abtei für ein Jahrzehnt.
Zu den Aufgaben Abt Rudolfs gehörten Ausbau und Absicherung der Admonter Herrschaft. Zu Arrondierung der stiftischen Besitzungen tauschte Abt Rudolf das Spital zu Friesach mit dem Erzstift Salzburg gegen die Pfarre Sankt Lorenzen im Paltental. In wirtschaftsgeschichtlicher Hinsicht ist von Bedeutung, dass Heinrich VI. im Jahre 1194 dem Stift das Recht bestätigte, nach Salz und Metall zu schürfen. 